# Tommy Oar
Thomas Michael "Tommy" Oar (n. 10 decembrie 1991, Gold Coast, Queensland, Australia) este un fotbalist australian care evoluează la clubul Utrecht în Eredivisie, și la echipa națională de fotbal a Australiei.

## Goluri internationale
| # | Data        | Stadion                                | Oponent | Scor | Rezultat | Competiția                                             |
| - | ----------- | -------------------------------------- | ------- | ---- | -------- | ------------------------------------------------------ |
| 1 | 4 June 2013 | Saitama Stadium 2002, Saitama, Japonia | Japonia | 1–0  | 1–1      | Calificările pentru Campionatul Mondial de Fotbal 2014 |

## Statistici carieră
La 15 august 2013.
| Club          | Sezon               | Divizia             | Campionat | Campionat | Campionat | Cupă    | Cupă   | Cupă     | Continental | Continental | Continental | Total   | Total  | Total    |
| Club          | Sezon               | Divizia             | Meciuri   | Goluri    | Asisturi  | Meciuri | Goluri | Asisturi | Meciuri     | Goluri      | Asisturi    | Meciuri | Goluri | Asisturi |
| ------------- | ------------------- | ------------------- | --------- | --------- | --------- | ------- | ------ | -------- | ----------- | ----------- | ----------- | ------- | ------ | -------- |
| Brisbane Roar | 2008–09             | A-League            | 8         | 1         | 0         | 0       | 0      | 0        | 0           | 0           | 0           | 8       | 1      | 0        |
| Brisbane Roar | 2009–10             | A-League            | 18        | 1         | 4         | 0       | 0      | 0        | 0           | 0           | 0           | 18      | 1      | 4        |
| Brisbane Roar | Brisbane Roar total | Brisbane Roar total | 26        | 2         | 4         | 0       | 0      | 0        | 0           | 0           | 0           | 26      | 2      | 4        |
| FC Utrecht    | 2010–11             | Eredivisie          | 7         | 0         | 0         | 0       | 0      | 0        | 4           | 0           | 0           | 11      | 0      | 0        |
| FC Utrecht    | 2011–12             | Eredivisie          | 18        | 2         | 3         | 1       | 1      | 0        | 0           | 0           | 0           | 19      | 3      | 3        |
| FC Utrecht    | 2012–13             | Eredivisie          | 27        | 1         | 7         | 2       | 0      | 1        | 0           | 0           | 0           | 29      | 1      | 8        |
| FC Utrecht    | 2013–14             | Eredivisie          | 31        | 1         | 6         | 3       | 0      | 1        | 2           | 0           | 0           | 32      | 1      | 7        |
| FC Utrecht    | FC Utrecht total    | FC Utrecht total    | 83        | 4         | 16        | 6       | 1      | 2        | 6           | 0           | 0           | 91      | 5      | 18       |
| Total carieră | Total carieră       | Total carieră       | 109       | 6         | 22        | 6       | 1      | 2        | 6           | 0           | 0           | 117     | 7      | 24       |

## Palmares

### Națională
Australia
- Campionatul Asiei U19: 2008

### Individual
- A-League Young Player of the Year: 2009–10
- PFA A-League Team of the Season: 2009–10
- FFA U20 Footballer of the Year: 2010
- FIFA U-20 World Cup Goal of the Tournament: 2011